# Kościół Prezbiteriański w Kamerunie
Kościół Prezbiteriański w Kamerunie (ang. Presbyterian Church in Cameroon) został utworzony przez amerykańskich misjonarzy prezbiteriańskich w Kamerunie, w 1870 roku. Według 
Światowej Rady Kościołów liczy 700 000 wiernych w 1306 kościołach. Jest drugim co do wielkości kościołem protestanckim w kraju po Ewangelickim Kościele Kamerunu. Kościół jest członkiem Światowej Wspólnoty Kościołów Reformowanych.